# Burgemeester Thomassentunnel
De Burgemeester Thomassentunnel, in kort Thomassentunnel en plaatselijk ook bekend als Ferraritunnel door zijn opvallende rode kleur, en de Calandtunnel, omdat hij onder het Calandkanaal doorloopt, is een moderne tunnel onder het Calandkanaal in de havens van Rotterdam, vernoemd naar Wim Thomassen, burgemeester van Rotterdam van 1965 tot 1974. Hij overleed in 2001 op 91-jarige leeftijd. De officiële naam voor de tunnel, eerst Calandtunnel geheten, werd op 18 juni 2004 bekendgemaakt, tijdens de opening door minister Peijs van Verkeer en Waterstaat.
De A15 doorkruist het Europoort- en het Botlekgebied en gaat nabij Oostvoorne over in de N15. Het verkeer op de A15 wordt nu niet meer gehinderd door de vaak voor het scheepvaartverkeer openstaande Calandbrug.
Voor het vervoer van gevaarlijke stoffen is de tunnel aangewezen als categorie C. Dit betekent dat onder andere het tankvervoer van brandbare en/of giftige gassen verboden is en omgeleid wordt via de Calandbrug.

## Bouwwijze
De tunnel bestaat uit een afgezonken deel en aan beide kanten een in-situ gebouwde gesloten tunnel die overgaat in een open toerit.
Omdat de ruimte op beide oevers te beperkt was om met gebaggerde inhammen te werken, is de zinksleuf uiteindelijk met grondkerende constructies uitgevoerd. De lengte van het afgezonken deel is 685,5 meter. De in de oever uitgegraven zinksleuven zijn niet tot het eigenlijke grondniveau opgevuld, er is slechts een meter aarde op het tunneldak gestort. Volledig opvullen had een te grote druk op de tunnels uitgeoefend.
Omdat het afgezonken gedeelte van de tunnel op acht meter onder het maaiveld eindigt, is aan beide kanten hier een gesloten tunnel van 225 meter op aangesloten, gevolgd door een open toerit van 200 meter.
De beperkte ruimte bij de tunnel vormde een obstakel bij het faseren van de bouw. Daar kwam nog eens bij dat het gebruikelijke bouwdok, bij Barendrecht, al in gebruik was voor tunnelelementen van de Tweede Beneluxtunnel en tunnels van de HSL-zuid. De bouw heeft zijn beslag gehad in het bestaande dok van de reparatiewerf Verolme Botlek aan de Nieuwe Waterweg. De afmetingen van dat dok, 275 meter bij 40 meter, hebben de grootte van de afzinkelementen uiteindelijk bepaald op 114 meter bij 33 meter.
Na voltooiing van alle elementen zijn zij tot voorbij de stormvloedkering in de Nieuwe Waterweg vervoerd, vervolgens gerond om de Splitsingsdam, en vlak bij de uiteindelijke locatie geparkeerd.
Aangezien alle infrastructuur rondom de bouwputten bruikbaar moest blijven tijdens de bouw, is de bouw op beide oevers in fasen uitgevoerd. Zowel de toeritten als de in-situ gebouwde stukken tunnel zijn in een tijdelijke bouwput van damwanden en onderwaterbeton gebouwd.
Op de westoever van het Calandkanaal staat een windscherm om in de veilige passage van grote en hoge Roll-on-roll-offschepen te voorzien. Voor het aanleggen van de tunnel is een deel van het windscherm tijdelijk tien meter verplaatst, waarna de oude fundering gesloopt is. Het verplaatste stuk windscherm is op een betonnen koker van 35 meter lang en 6 meter hoog geplaatst, daaronder is de zinksleuf gebaggerd en uiteindelijk een van de tunneldelen afgezonken.
De aanleg van de tunnel, inclusief aanpassing van de aangrenzende N57 kostte € 474 miljoen.

## Fotogalerij

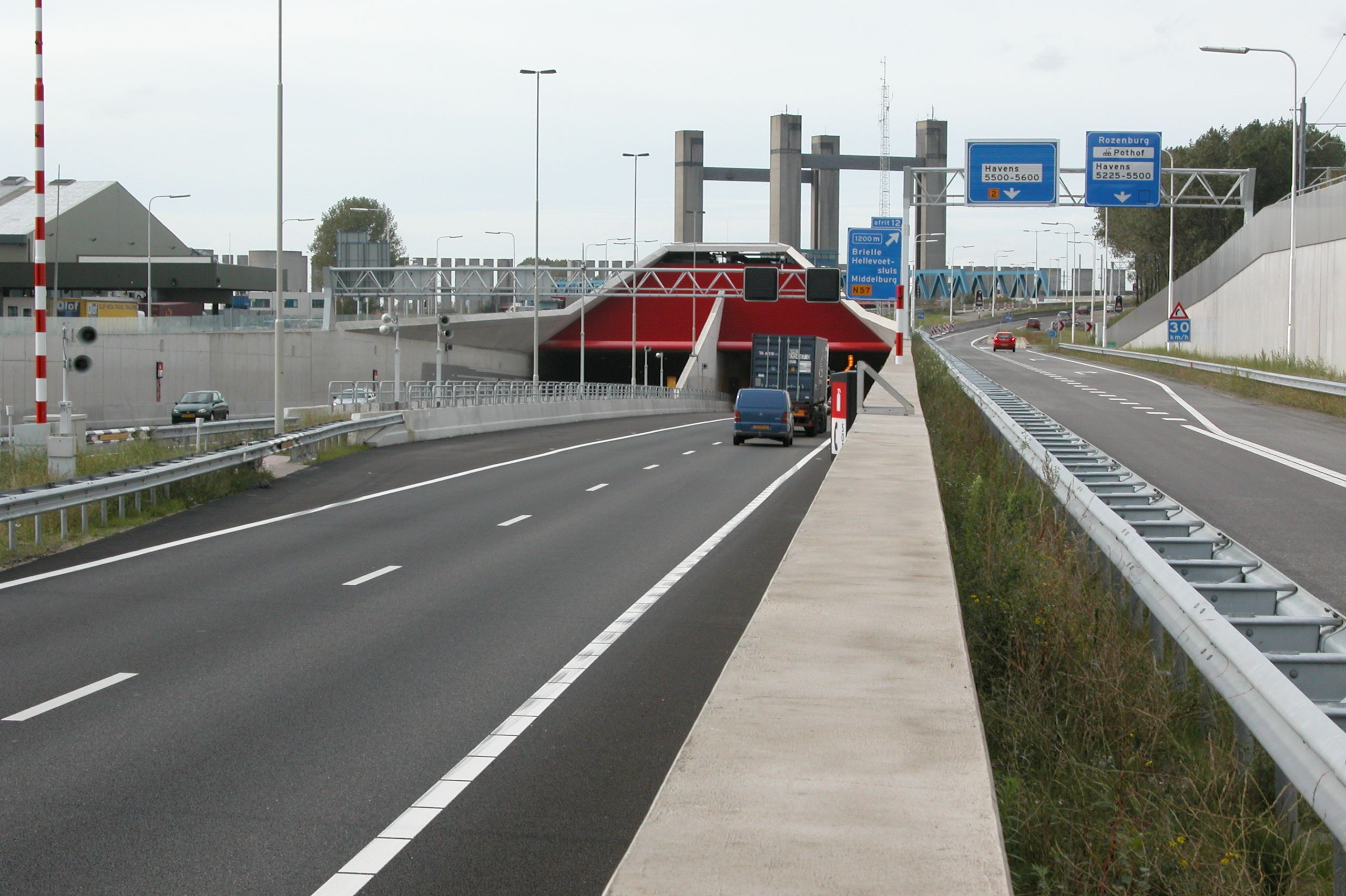
Links de inrit van de Burgemeester Thomassentunnel, rechts de Calandbrug
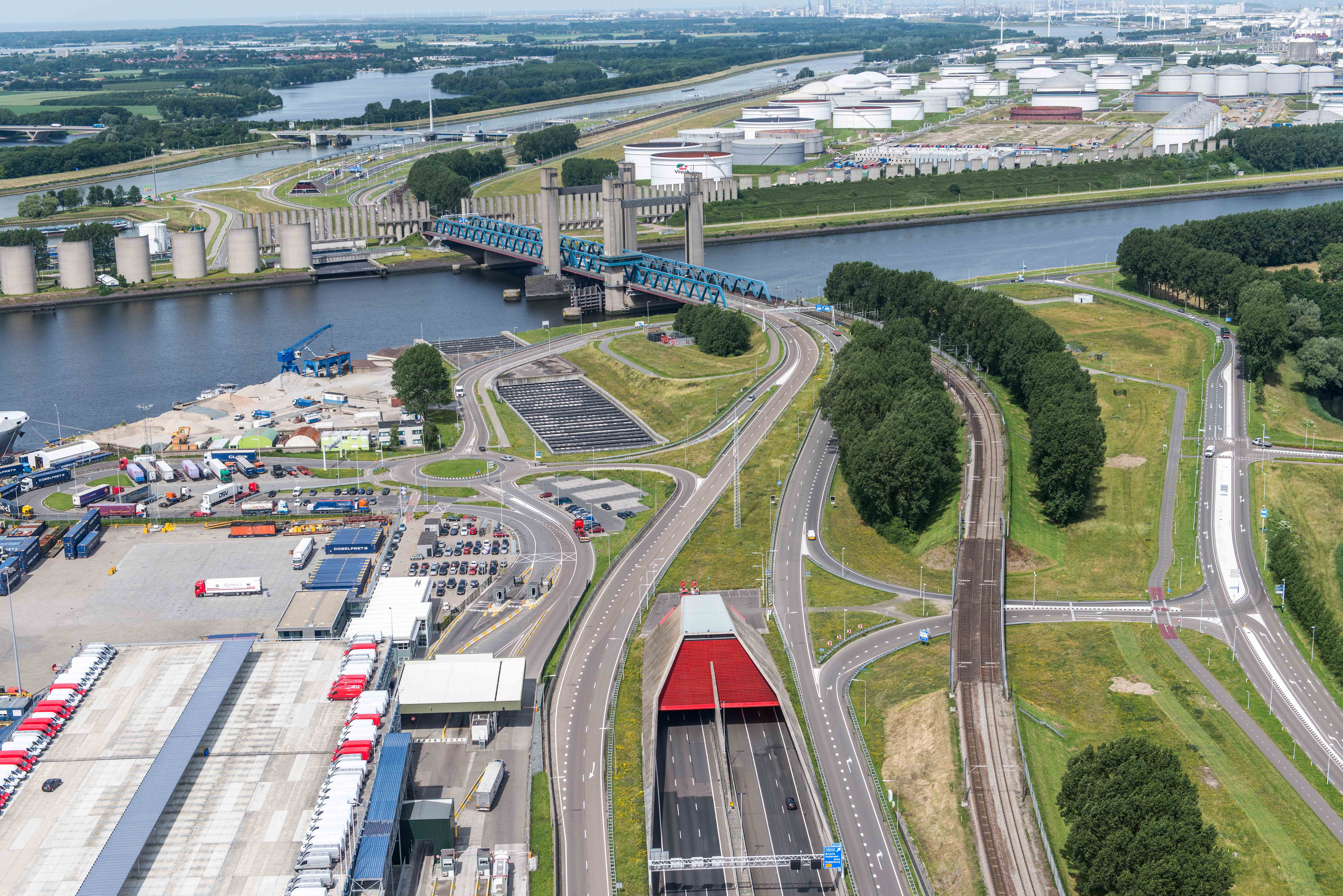
De Calandbrug en de inrit van de Burgemeester Thomassentunnel
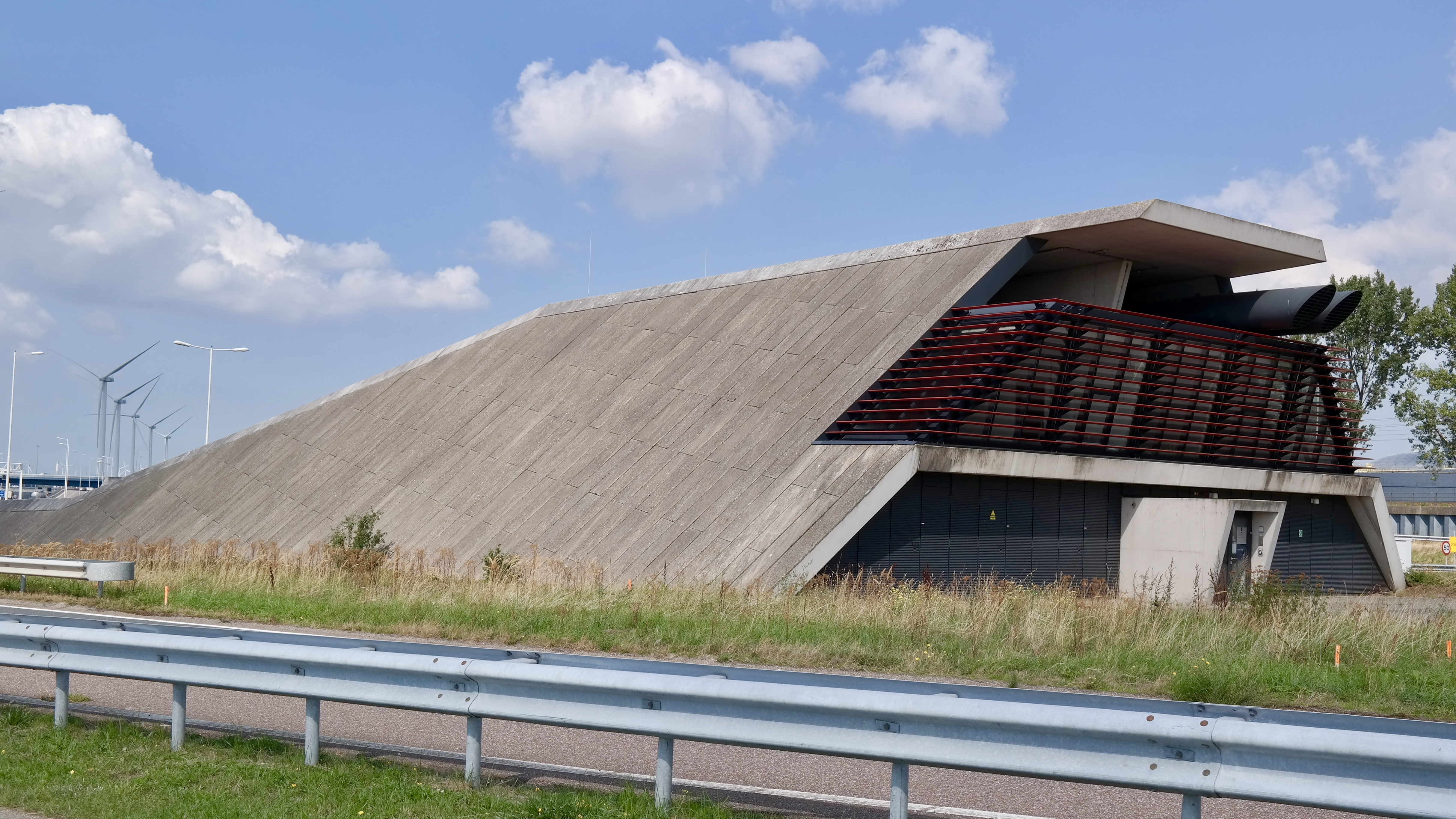
Bovenzijde westelijke ingang tunnelbuis